# Gynoplistia (Gynoplistia) chadwicki
Gynoplistia (Gynoplistia) chadwicki is een tweevleugelige uit de familie steltmuggen (Limoniidae). De soort komt voor in het Australaziatisch gebied.